# Alessandro Sacheri
Alessandro Sacheri (Ortona a Mare, 25 febbraio 1866 – Genova, 17 novembre 1927) è stato un poeta, letterato e giornalista italiano. Fu in particolare protagonista e animatore del mondo letterario ligure a cavallo fra il 1800 e il 1900.

## Biografia

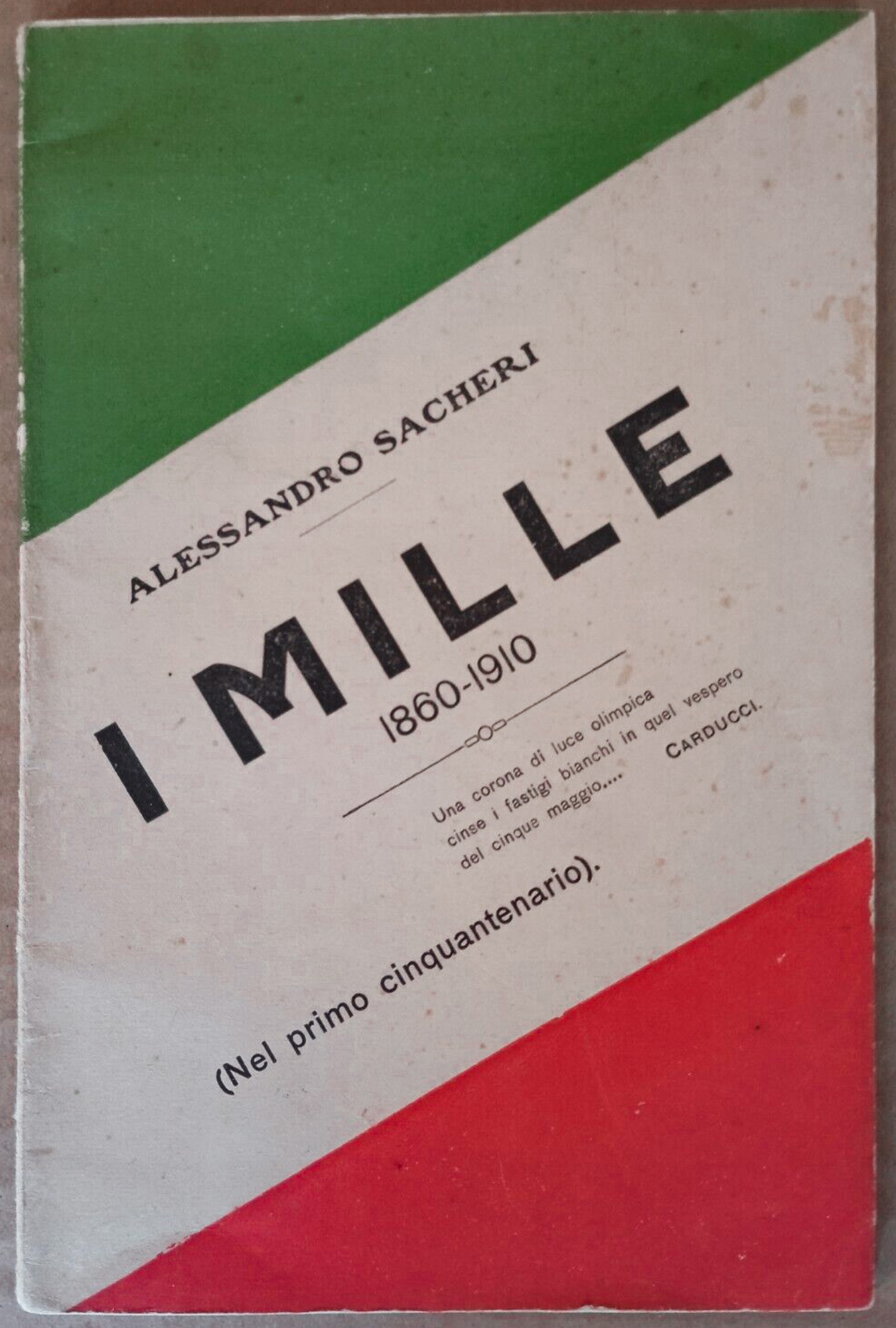
La copertina de I Mille. 1860-1910 di Alessandro Sacheri

Figlio dei genovesi Cesare Sacheri, alto funzionario doganale delle Finanze, e Luigia dei marchesi Cevasco, fratello minore di Giuseppe Sacheri, nacque fortuitamente a Ortona a Mare, in Abruzzo, dove la famiglia si trovava momentaneamente per il lavoro del padre.
Sempre a causa degli spostamenti della famiglia, crebbe in diverse località, ma in particolare nel capoluogo genovese, dove si stabilì. Iniziò giovanissimo a pubblicare poesie e sonetti sulla Gazzetta letteraria (1884), con la quale collaborarono i maggiori letterati italiani dell'epoca. Poeta e giornalista, diresse varie riviste letterarie, fra le quali Cronache artistiche (1889), Liguria (1892-1893) e Secolo XX (1897-1899), quest'ultima nota anche come la "rivista dei tre Alessandri", dal nome di Sacheri, Giribaldi e Varaldo che ne erano co-redattori, e che nel 1901 riprese le pubblicazioni col nome provvisorio di Il giornale dei giovinetti (1901), La giovinezza (1902) e poi nuovamente Secolo XX (1903) e Il Ventesimo (1904). Fu inoltre curatore della rubrica letteraria della Gazzetta genovese (1898-1899) e autore per il Giornale letterario (1895).
In seguito divenne caporedattore de Il Lavoro e, in queste vesti, nel 1904 scoprì l'allora diciottenne Giovanni Gaeta (autore della Canzone del Piave), credendo nelle sue potenzialità e affidandogli i suoi primi lavori di giornalista. Il compositore, per riconoscenza e amicizia, trasse poi proprio dal nome di Sacheri una delle iniziali dello pseudonimo E. A. Mario con cui divenne celebre (l'altra iniziale proveniva dal proprio secondo nome, e il nome Mario da quello di Mario Clarvy). Sempre per Il Lavoro coordinò le pagine culturali, lanciando fra gli altri il poeta Edoardo Firpo e il pittore Pietro Gaudenzi. Nel 1893 fu l'ultimo direttore del quotidiano L'Epoca.
Poeta, anche in lingua genovese, e appassionato anch'egli di canzone, già nel 1894 aveva scritto la romanza Alba, con le musiche di G. B. Palleri. Negli anni '20 del Novecento, collaborando con Victor de Sabata che ne scrisse le musiche, pubblicò per Barabino & Graeve la raccolta delle sue opere musicate.
Fu autore anche di libri di storia e letteratura per le scuole, e docente presso l'istituto Giano Grillo di piazza delle Vigne e l'istituto Galileo Galilei di piazza Sopranis a Genova.
Il 13 novembre 1927 scrisse il suo ultimo saggio su Il Lavoro, parlando del poeta Felice Romani. Morì solo quattro giorni dopo, sessantunenne. L'amico Virgilio Brocchi, scoperta tardivamente la sua malattia e morte, lo ricordò con rammarico scrivendo al fratello Giuseppe: «mi dica anche che non ha dubitato di me, se pure nell'ora più tremenda io non fui vicino alla vostra angoscia».
Il comune di Genova gli ha intitolato una via nel quartiere di Marassi.

## Opere
- Alessandro Sacheri, Primavere del cuore, Genova, Tipografia del R.I. sordo-muti, 1886.
- Alessandro Sacheri, L'acqua che dorme, Milano, C. Chiesa e Guindani, 1894?.
- Alessandro Sacheri, Ça ira italico, Genova, Pagano, 1896.
- Alessandro Sacheri, I diritti del cuore: un atto, Genova, Sambolino, 1898.
- Alessandro Sacheri, Ode a San Giovanni Battista, Genova, Tip. nazionale di E. Lavagna e figlio, 1899.
- Alessandro Sacheri, Canti del mare, Genova, Tip. del Commercio, 1889.
- Alessandro Sacheri, Patrioti e briganti, Genova, Sambolino, 1897.
- Alessandro Sacheri, Mare nostro, Firenze, R. Bemporad & figlio, 1908.
- Alessandro Sacheri, I mille: 1860-1910, Firenze, R. Bemporad & figlio, 1910.
- Alessandro Sacheri, Genova nostra (PDF), Firenze, R. Bemporad & figlio, 1910.
- Alessandro Sacheri, Nozioni di Legislazione Sociale, Genova, Tip. E. Pelagi e C., 1912.
- Alessandro Sacheri, Mario Rapisardi: commemorazione tenuta il 30 gennaio 1912 nell'università popolare di Genova, Genova, Tip. E. Pelagi e C., 1912.
- Alessandro Sacheri, Canzoni, Genova, Barabino & Graeve.